# Niels van der Steen
Niels van der Steen (nascido em 31 de janeiro de 1972) é um ex-ciclista holandês que participava em competições de ciclismo de pista.
Niels representou os Países Baixos durante os Jogos Olímpicos de Verão de 1992 em Barcelona, onde competiu na perseguição por equipes de 4 km, terminando na 12ª posição.